# Бухаджир, Франческо
Франческо Бухаджир (англ. Francesco Buhagiar; 7 сентября 1876, Кренди, Мальта — 27 июня 1934, Сент-Джулианс) — мальтийский юрист, политический и государственный деятель, второй премьер-министр Мальты (13 октября 1923—22 сентября 1924), судья.

## Биография
До 1901 года изучал право на юридическом факультете Королевского университета Мальты, начал карьеру юриста в области гражданского и коммерческого права.
Член партии Мальтийский политический союз. С 1926 года вошёл в Националистическую партию Мальты.
После двадцати лет юридической практики на выборах 1921 года Бухаджир был избран в Учредительное собрание от Unione Politica Maltese (UPM). 
С октября 1922 года занимал пост министра юстиции Мальты, а через год был назначен премьер-министром Мальты вместо  Джозефа Ховарда. Возглавлял правительство меньшинства на протяжении всего 1924 года.
Позже был назначен судьёй Верховного суда, где проработал до 1934 года.
Умер в возрасте 57 лет от осложнений аппендицита. Похоронен на кладбище Аддолората.